# Ябоган
Ябога́н — село в Усть-Канском муниципальном районе Республики Алтай России. Административный центр Ябоганского сельского поселения. Основан в 1800 году.

## Название
Название села в переводе означает слияние крови.

## География
Село расположено на высоте 1105 м над уровнем моря.

## Население
| 2010 | 2011  | 2012  | 2013  | 2014  | 2015  | 2016  |
| ---- | ----- | ----- | ----- | ----- | ----- | ----- |
| 1430 | ↘1427 | ↘1366 | ↘1351 | ↘1341 | ↗1346 | ↗1368 |

## Известные уроженцы
Сороноков, Валерий Владимирович (1985) — самбист, чемпион и призёр чемпионатов России, призёр чемпионатов мира, обладатель Кубка мира, Мастер спорта России международного класса.